# Zażelazna
Zażelazna [pronunciación en polaco: /zaʐɛˈlazna/] es un pueblo ubicado en el distrito administrativo de Gmina Domanice, dentro del Condado de Siedlce, Voivodato de Mazovia, en el este de Polonia central. Se encuentra aproximadamente a 3 kilómetros al sureste de Domanice, a 18 kilómetros al sur de Siedlce, y a 85 kilómetros al este de Varsovia.